# Ruperto Santos
Ruperto Cruz Santos (ur. 30 października 1957 w San Rafael - Bulacan) – filipiński duchowny rzymskokatolicki, biskup Balanga w latach 2010–2023, biskup Antipolo od 2023.

## Życiorys
Święcenia kapłańskie przyjął 10 września 1983 i został inkardynowany do archidiecezji manilskiej. Przez kilka lat pracował jako duszpasterz parafialny i kapelan jednego z manilskich kolegiów. W latach 1990–1995 był wykładowcą w stołecznym seminarium, zaś w latach 2000-2010 pełnił urząd rektora Papieskiego Kolegium Filipińskiego w Rzymie.
1 kwietnia 2010 otrzymał nominację na biskupa diecezji Balanga, zaś 24 czerwca 2010 z rąk kard. Gaudencio Rosalesa przyjął sakrę biskupią.
24 maja 2023 papież Franciszek przeniósł go na urząd biskupa diecezji Antipolo. 